# Hyperpapillina
Hyperpapillina és un gènere de triclàdide dendrocèlid. Les dues espècies conegudes d'Hyperpapillina habiten al llac Baikal, Sibèria, Rússia.